# Обригхайм (Пфальц)
Обригхайм (нем. Obrigheim) — община в Германии, в земле Рейнланд-Пфальц.
Входит в состав района Бад-Дюркхайм. Подчиняется управлению Грюнштадт-Ланд. Население составляет 2747 человек (на 31 декабря 2010 года). Занимает площадь 10,81 км².